# Ritka csüngőlepke
A ritka csüngőlepke (Zygaena trifolii) a rovarok (Insecta) osztályának lepkék (Lepidoptera) rendjéhez, ezen belül a csüngőlepkefélék (Zygaenidae) családjához tartozó faj.

## Előfordulása
A ritka csüngőlepke egész Európában honos. Ahol megfelelő élőhelyek állnak rendelkezésére, gyakori lehet.

## Megjelenése

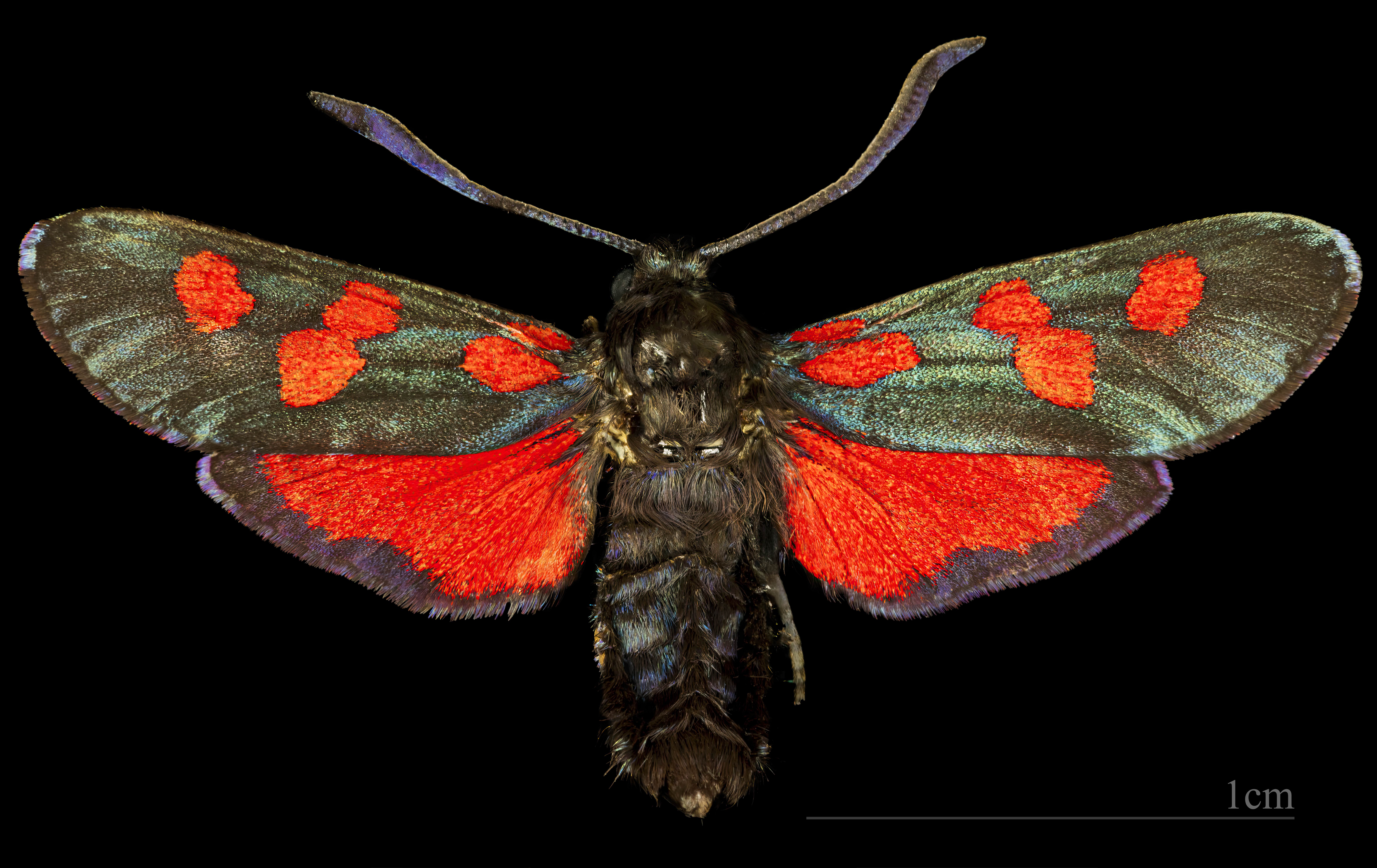
♂
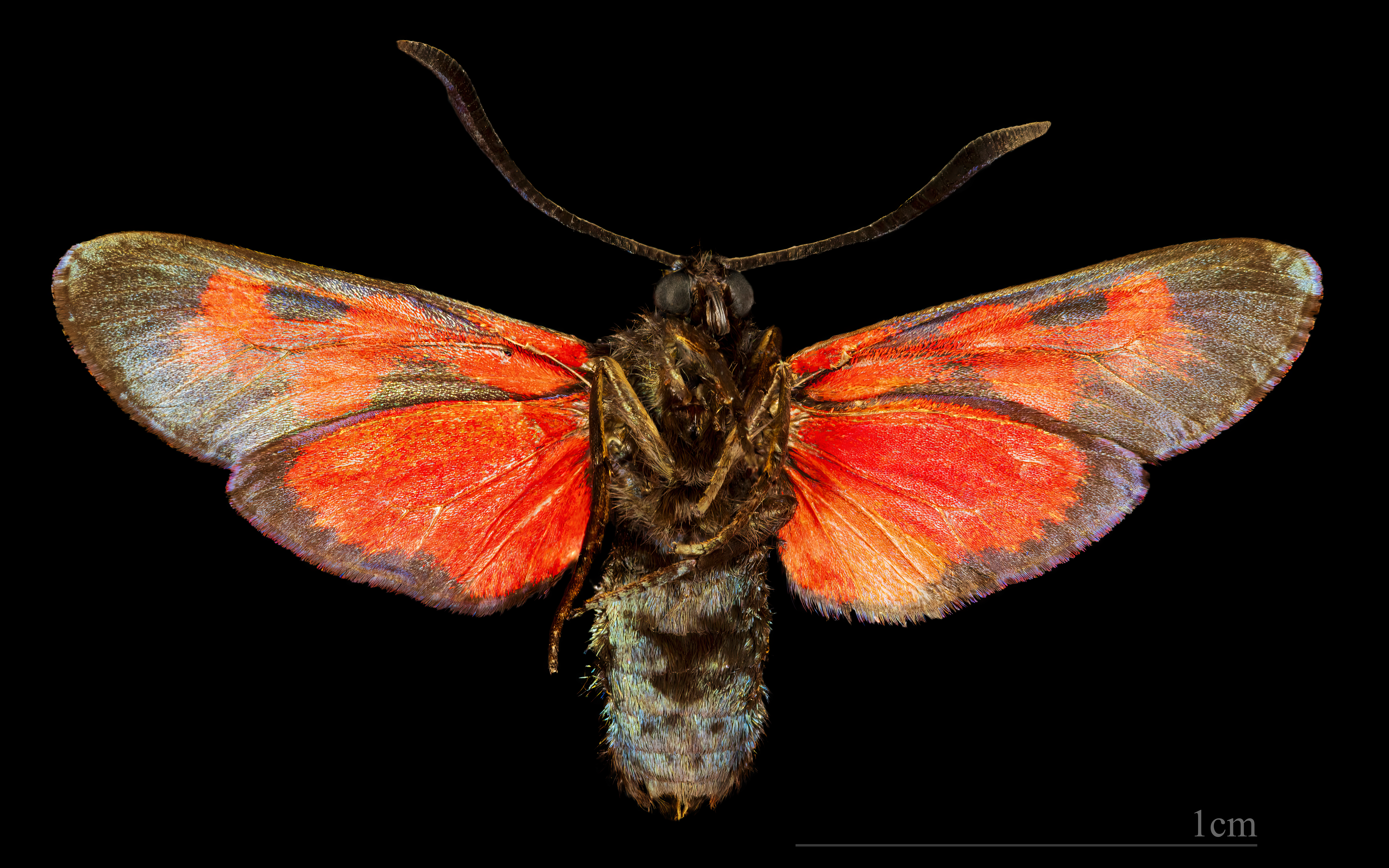
♂ △
♀
♀ △

Ennek a rovarnak az elülső szárnya 1,5 centiméter hosszú. Valamivel kisebb termetű, mint a hozzá nagyon hasonló acélszínű csüngőlepke (Zygaena filipendulae). Azzal ellentétben azonban a ritka csüngőlepke sötét alapszínű elülső szárnyán csupán 5 nagy kárminvörös foltot visel. Ezek a foltok, mindenekelőtt a két belső, egymással össze is folyhatnak. A ritka csüngőlepke még erősebben változó, mint az acélszínű csüngőlepke. Egyik alakjánál (f. minoides) valamennyi folt nagy vörös mezővé olvad össze, melyet fekete szegély keretez.

## Életmódja
A ritka csüngőlepke nedves, mocsaras rétek lakója. Így a két faj érdekei nem ütközhetnek, hiszen az acélszínű csüngőlepke a száraz gyepeket részesíti előnyben. A ritka csüngőlepke kifejezetten nappali állat, és nehézkesen, lassan repül.

## Képek

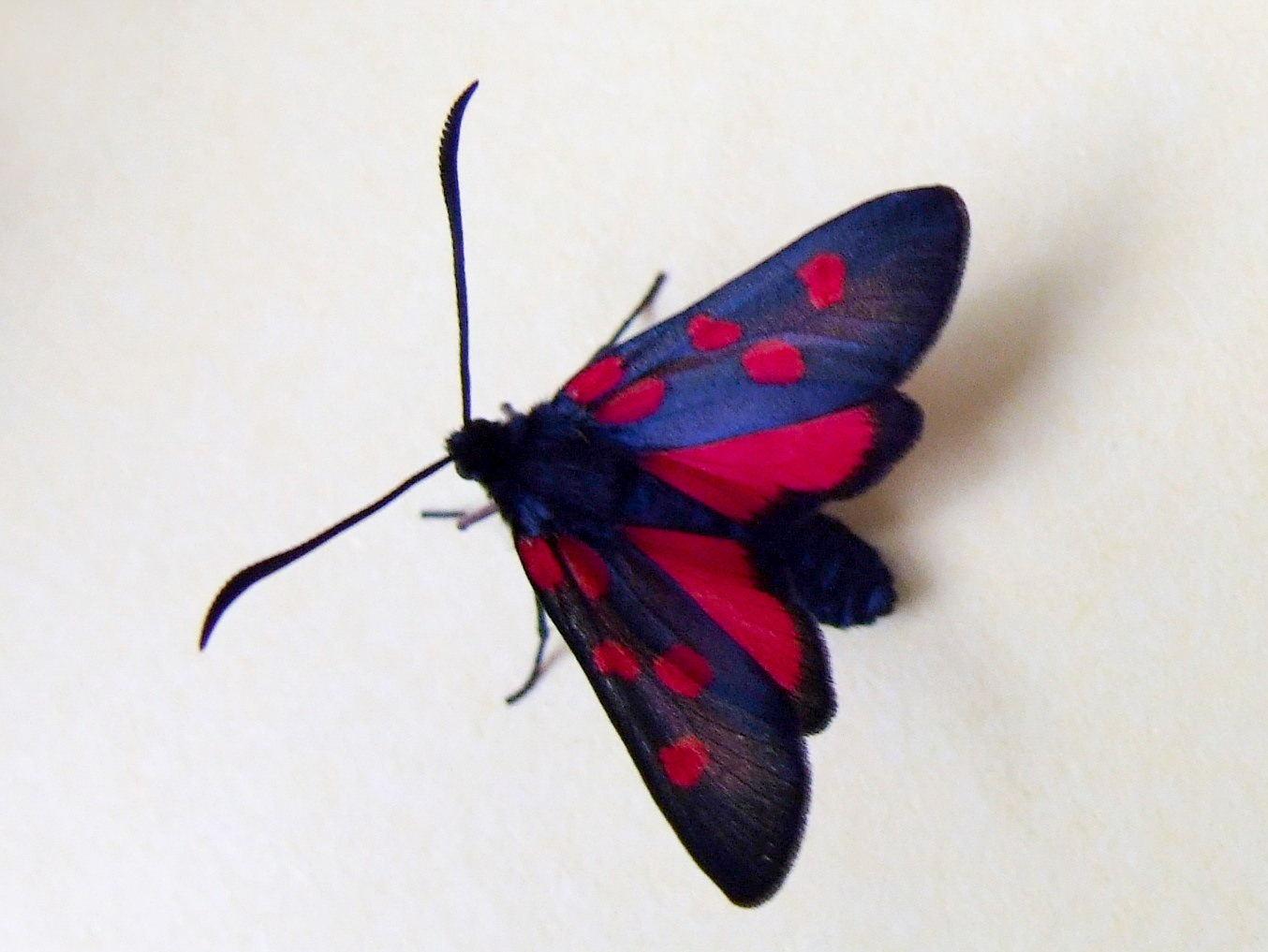
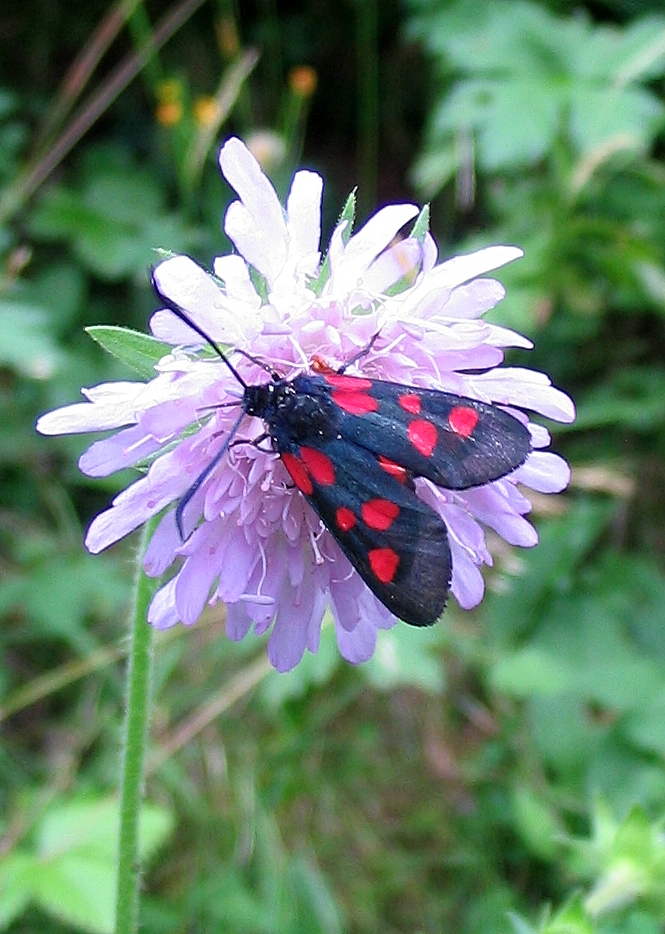
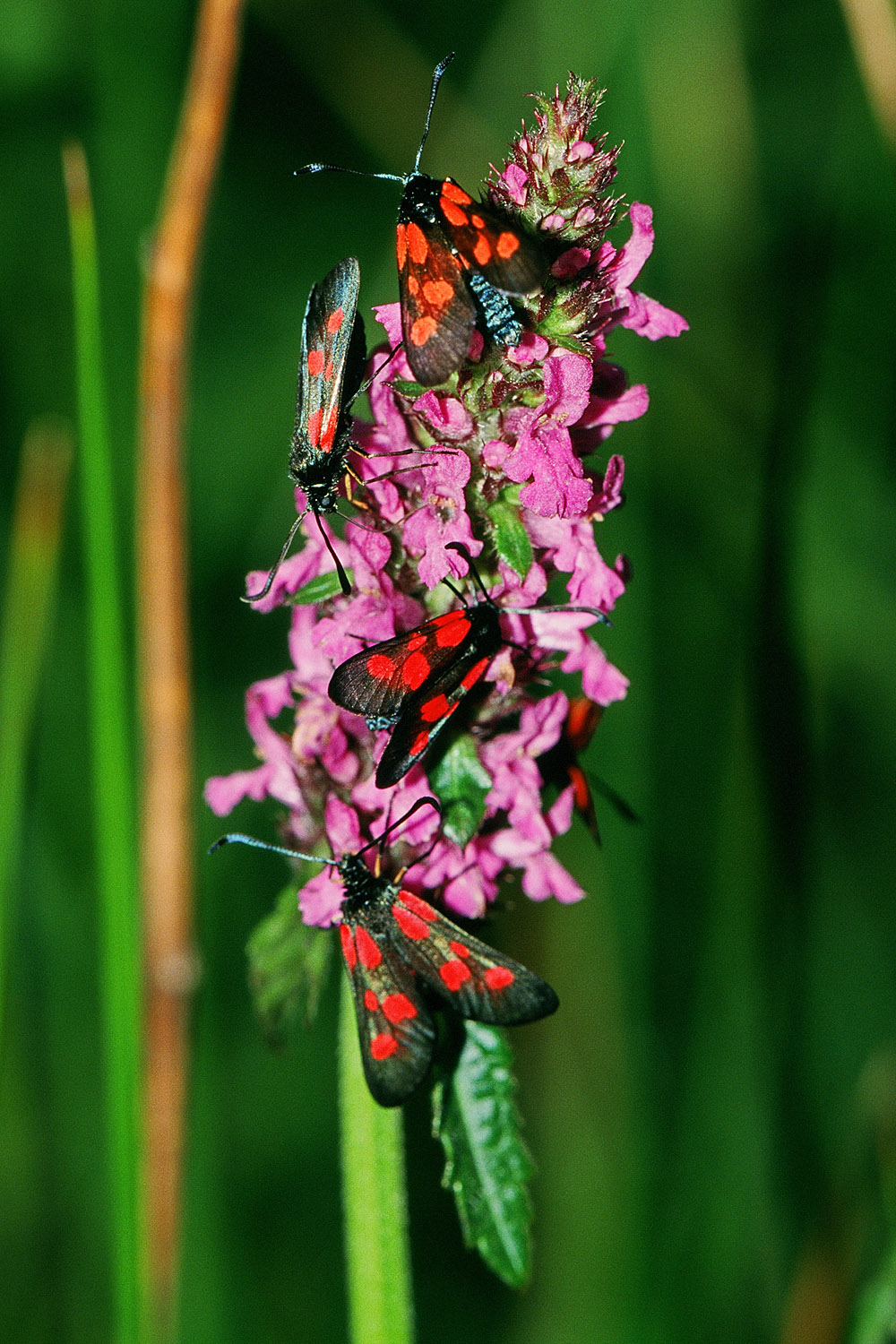